# Louis-Nicolas Le Tellier de Souvré
Pour les articles homonymes, voir Le Tellier et Souvré.
Louis-Nicolas Le Tellier, marquis de Souvré (1667-1725), est un officier et abbé français.

## Famille
Second fils de :
- Père : François-Michel Le Tellier, marquis de Louvois, secrétaire à la Guerre, ministre d'État, etc.
- Mère : Anne de Souvré, héritière des marquisats  de Souvré, de Courtanvaux et de Messei, fille de Charles, marquis de Courtenvaux, sgnr de La Chapelle, lui-même petit-fils de Gilles de Souvré, marquis de Courtanvaux, maréchal de France.

Il épouse le 17 février 1698 Catherine-Charlotte de Pas de Feuquières (1672-1739), fille de François de Pas, seigneur de Rebenac, dit le comte de Rebenac (titre de courtoisie), des marquis de Feuquières, et de Jeanne d'Esquille.
De ce mariage sont issus:
- François-Louis Le Tellier, marquis de Souvré, seigneur de Rebenac (1704-1767) épouse en premières noces Françoise de Cereste, en secondes noces Jeanne Dauvet des Marets.
- N... Le Tellier (mort noyé en 1721)
- Charlotte-Félicité Le Tellier de Souvré, qui épouse en 1722 Louis Brûlart de Sillery, marquis de Puysieulx.

## Carrière
Comme ses frères, il déçoit le ministre Louvois. On ne l'oriente pas vers le service du roi en ses conseils, le jugeant inapte à de telles fonctions.  Nommé  abbé de Bourgueil en 1678, il renonce à ce poste en faveur de son frère Camille Le Tellier en 1684. Il se consacre alors à la carrière militaire où il se distingue, mais modestement.
- Maître de la Garde-Robe du Roi
- Capitaine de cavalerie